# 牛島信
牛島 信（うしじま しん、1949年9月30日 - ）は、日本の弁護士、小説家、元検察官。宮崎県小林市出身。

## 人物
広島大学附属中学校・高等学校を経て、1975年東京大学法学部卒業後、東京地方検察庁検事を経て1979年に退官し、弁護士登録。アンダーソン・毛利・ラビノウィッツ法律事務所を経て1985年に牛島総合法律事務所を開設。M&Aやコーポレートガバナンス、知的財産、国際訴訟、雇用・労働関連などの案件を多数担当する。オリジン東秀に対するドン・キホーテの敵対的買収におけるホワイト・ナイトであるイオン側弁護士、王子製紙による北越製紙に対する敵対的買収における北越製紙側の弁護士などを務め、いずれも成功に導いた。日本生命社外取締役、朝日工業社社外監査役。また1997年に『株主総会』で小説家デビューしベストセラーに。『あの男の正体』『社外取締役』『少数株主』といった経済小説や『常識崩壊』『日本よ、いったい何を怖れているのか』などエッセイを多数執筆。最近刊に『身捨つるほどの祖国はありや』がある。

## 主な作品
- 『株主総会』
- 『株主代表訴訟』
- 『買収者』
- 『取締役会決議』
- 『常識崩壊』